# Железничка станица Прибој врањски
Железничка станица Прибој врањски је једна од железничких станица на прузи Ниш-Прешево. Налази се у насељу Прибој у оптшини Владичин Хан. Пруга се наставља ка Врањској Бањи у једном и Сувој Морави у другом смеру. Железничка станица Прибој врањски састоји се из 4 колосека.